# راقوش
الرَّاقُوش جنس من الفطريات الزقية. أنواعها ، والتي هي صورة بصرية مشوهة من جنس Mycosphaerella ،  وهي مسببات أمراض للنبات مثل النرجس والشعير. يركب النصل على صفحتيه فيوشمه ببقع مختلفة الألوان يغلب في الأبيض والأطحل والأسمر.